# Coppa del Portogallo 1987-1988 (hockey su pista)
La Coppa del Portogallo 1987-1988 è stata la 15ª edizione della principale coppa nazionale portoghese di hockey su pista. La competizione ha avuto luogo dal 22 marzo al 1º luglio 1988. Il trofeo è stato conquistato dal Porto per la quinta volta nella sua storia superando in finale lo Sporting CP.

## Risultati

### Ottavi di finale
| Squadra 1        | Risultato | Squadra 2        |
| ---------------- | --------- | ---------------- |
| Porto            | 14 - 2    | Alenquer Benfica |
| Oliveirense      | 3 - 7     | Sporting CP      |
| Benfica          | 11 - 2    | Sanjoanense      |
| Tigres           | 1 - 6     | Sporting Tomar   |
| Campo de Ourique | 2 - 3     | Famalicense      |
| Turquel          | 7 - 2     | Riba De Ave      |
| Aljustrelense    | 1 - 6     | Belenenses       |
| Barcelos         | 15 - 1    | Mealhada         |

### Quarti di finale
| Squadra 1      | Risultato | Squadra 2   |
| -------------- | --------- | ----------- |
| Porto          | 4 - 1     | Barcelos    |
| Sporting Tomar | 4 - 9     | Sporting CP |
| Belenenses     | 2 - 9     | Famalicense |
| Benfica        | 6 - 3     | Turquel     |

### Semifinali
| Squadra 1   | Risultato | Squadra 2   |
| ----------- | --------- | ----------- |
| Benfica     | 2 - 3     | Porto       |
| Famalicense | 4 - 9     | Sporting CP |

### Finale
| Anadia 1º luglio 1988 | Porto | 4 – 3 | Sporting CP | Pavilhão Municipal |